# Krucjata w dżinsach (powieść)
Krucjata w dżinsach (holend. Kruistocht in spijkerbroek) – powieść Thea Beckman wydana w 1973 roku.
15-letni Dolf  przenosi się do czasów średniowiecza, gdzie bierze udział w dziecięcej krucjacie do Jerozolimy. Książka została w 2006 roku zekranizowana (Krucjata w dżinsach, reż. Ben Sombogaart).  